# برسانا بوتارونه
برسانا بوتارونه (به ایتالیایی: Bressana Bottarone) یک کومونه و زیستگاه انسانی در ایتالیا است که در استان پاویا واقع شده‌است.

## خصوصیات
برسانا بوتارونه ۱۳٫۱ کیلومترمربع مساحت و ۳٬۴۳۷ نفر جمعیت دارد.